# Rinología
La Rinología es una subespecialidad dentro de la otorrinolaringología que estudia y trata las afecciones nasales y de los senos paranasales.

## Campo de acción
Su principal campo de acción es en los siguientes tópicos:
- Desvío septal (desvío del tabique nasal).
- Sinusitis crónicas.
- Poliposis nasal.
- Cirugías de la nariz (rinoplastías estéticas y funcionales).
- Rinitis.
- Tumores nasales y de senos paranasales.
- Ronquidos y apneas del sueño.
- Dificultad para respirar por la nariz.
- Alteraciones del olfato.

## Estudios
Los estudios que realiza el especialista en Rinología son:
- Rinofibrolaringoscopía
- Rinodebitomanometría